# Pecha Kucha

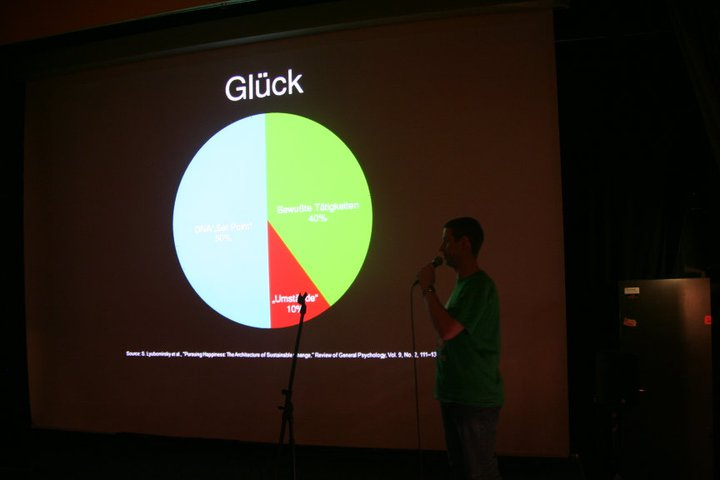
Vortrag von Tobias Müller bei einer Pecha-Kucha-Nacht in Erlangen über Positive Psychologie.

Pecha Kucha (sprich: petscha-kutscha, IPA: [⁠pe̞t͡ɕa̠kɯ̟ᵝt͡ɕa̠⁠], japanische Schreibweise ぺちゃくちゃ (Hiragana) bzw. seltener ペチャクチャ (Katakana), Bedeutung „dauernd quatschend“, „andauernd redend“), auch: Petscha-Kutscha, ist eine Vortragstechnik, bei der zu einem mündlichen Vortrag passende Bilder (Folien) an eine Wand projiziert werden. Dabei ist das Format vorgegeben: 20 Bilder (Folien), die jeweils 20 Sekunden eingeblendet werden. Die Gesamtzeit von 6:40 Minuten ist damit auch die maximale Sprecherzeit und endet damit. Pecha Kucha ist in Deutschland und Österreich eine auf PechaKucha, Inc., Chicago Ill. eingetragene Wortmarke.

## Überblick
Pecha Kucha wurde in Tokio im Februar 2003 von den beiden Architekten Astrid Klein und Mark Dytham erstmals im Rahmen einer Designveranstaltung verwendet und hat mittlerweile in der Wirtschaft und an Universitäten Verbreitung gefunden.
Inzwischen wird das Format auch für die Vermittlung im Museum verwendet, beispielsweise seit 2012 im Stadtmuseum Berlin.

Die Themen liegen vorwiegend in den Bereichen Design, Kunst, Mode, Kultur und Architektur.
Die Vorteile dieser Technik liegen in der kurzweiligen, prägnanten Präsentation mit rigiden Zeitvorgaben, die von vornherein langatmige Vorträge und die damit verbundene Ermüdung der Zuhörenden (den sog. Death by PowerPoint) verhindern sollen. Hierbei wird das KISS-Prinzip befolgt, indem möglichst wenig Text verwendet wird.

## Ablauf
Die Anzahl der Bilder ist bei dieser Präsentationsform mit 20 Stück ebenso vorgegeben wie die 20-sekündige Dauer der Projektionszeit je Bild. Mehrere Vorträge hintereinander werden in sogenannten Pecha Kucha Nights (PKN) vorgetragen.

## Verbreitung, Pecha-Kucha-Nächte
Seit Februar 2003 hat sich das Präsentationsformat dieser Impulsvorträge weiter ausgebreitet – inzwischen sind über 800 Städte weltweit Teil des Pecha Kucha Networks und seit 2004 finden diese auch in Europa statt.
In Deutschland gibt es über 20 offizielle Pecha-Kucha-Nächte in verschiedenen Städten. Um eine offizielle Pecha-Kucha-Nacht zu organisieren, müssen die Organisatoren einen informellen Bewerbungsprozess durchlaufen und ein sogenanntes Handshake Agreement austauschen. Pecha-Kucha-Nächte müssen ehrenamtlich ohne Gewinnabsichten veranstaltet werden.
An einer typischen Pecha-Kucha-Nacht werden zwischen 8 und 14 Präsentationen gehalten. Viele Sprecher sind professionelle Designer, aber es gibt auch Präsentationen über Reisen, Forschungsprojekte, Hobbys, Sammlungen usw.